# Izogama
Izogama (nebo isogama) je čára, která na mapě spojuje povrchové body se stejnými hodnotami tíhového zrychlení. Jedná se o typ izolinie.